# Cleopatra guillemei
Cleopatra guillemei е вид коремоного от семейство Paludomidae.

## Разпространение
Видът е разпространен в Бурунди, Кения, Танзания и Уганда.